# Kasteel Nieuwenhove (Brugge)

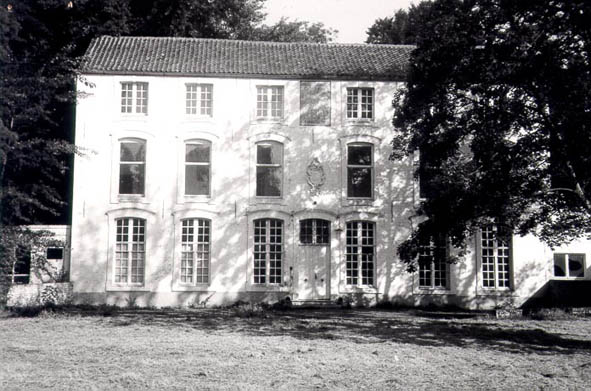
Het huidige landhuis

Kasteel Nieuwenhove is een kasteel in Sint-Kruis, deelgemeente van de stad Brugge, gelegen op het adres Nieuwenhove 1.

## Geschiedenis
De bekende geschiedenis van dit domein gaat terug tot 1357, toen het door graaf Lodewijk van Male werd aangeduid als nostre maison appellée le Nieuwenhove. In 1683 werd het door Thérèse Delflye-Perduyn verkocht aan Nicolas du Four als een schoon huys van plaisance ende hofstede. De zoon van Nicolas was jezuïet, en het huis werd aan de Brugse jezuïeten geschonken. Er was een dreef, een toegangspoort, een neerhof en een kasteel. Het geheel was omwald, en het kasteel lag binnen een tweede omwalling.
Er was een Franse tuin die in de 19e eeuw door een parkbos werd vervangen. Omstreeks 1900 werd het kasteel bewoond door Fernand de Maleingreau d'Hembise, die burgemeester was van Sint-Kruis.
In 1969 werd het poortgebouw gesloopt en vond een ingrijpende verbouwing plaats. Een deel van de gebouwen van de neerhof werd gesloopt.
Het huidige gebouw is deels 17e-eeuws. Een dwarsvleugel werd later aangebouwd aan de achterzijde. De voorzijde werd in de 18e eeuw met een halve verdieping verhoogd. Het interieur heeft door de vele verbouwingen sterk geleden.